# Косинец
Косинец (грч. Ιεροπηγή, Јеропиги) је насељено место у општини Костур у периферији Западна Македонија, Грчка. Према попису из 2021. године било је 253 становника.
Према бугарском географу и историчару, Василу Канчову, у Косинецу је 1900. године живело 1.360 Словена хришћана. За време Илинденског устанка, 4. и 27. августа 1903. године, османска војска је запалила село и убила 46 мештана. Након устанка и по доласку грчких власти почиње исељавање становништва у Бугарску и прекоокеанске земље, тако да се до 1940. из Косинеца иселило 165 породица и 610 житеља. Године 1924. власти насељавају 10 грчких избегличких породица из Турске, укупно 50 особа. Након Грчког грађанског рата мештани у потпуности напуштају село, које остаје пусто, због чега власти 1957. године овде насељавају око 70 аромунских породица из Епира.

## Познате личности
- Риста Карликовић, српски професор и математичар